# Hyrule Warriors: Zeit der Verheerung
Hyrule Warriors: Zeit der Verheerung ist ein Hack-and-Slay-Videospiel, das von Koei Tecmo und Omega Force entwickelt wurde und am 20. November 2020 für die Nintendo Switch erschien. Das Spiel wird in Japan von Koei Tecmo und in den restlichen Regionen von Nintendo herausgegeben. Das Spiel wurde als Vorgeschichte zu The Legend of Zelda: Breath of the Wild vermarktet. Die Handlung soll die Ereignisse, die 100 Jahre vor der Handlung von The Legend of Zelda: Breath of the Wild stattfanden, wiedergeben. Vom Spielprinzip her ist es ein Nachfolger zu Hyrule Warriors.
Bis zum 24. November 2020 wurde Hyrule Warriors: Zeit der Verheerung über 3 Millionen Mal verkauft. Somit ist es das meistverkaufte Spiel von Koei Tecmos Spielereihe Dynasty Warriors sowie von deren Ablegern.

## Spielprinzip
Hyrule Warriors: Zeit der Verheerung ist ein Hack-and-Slay-Videospiel. Wie Hyrule Warriors ist das Spiel ein Crossover aus Koei Tecmos Spielereihe Dynasty Warriors und Nintendos Spielereihe The Legend of Zelda. Das Spiel enthält das Spielprinzip von Dynasty Warriors und den Grafikstil und Charaktere aus The Legend of Zelda: Breath of the Wild.

## Handlung
Die Handlung von Hyrule Warriors: Zeit der Verheerung spielt 100 Jahre vor den Ereignissen in The Legend of Zelda: Breath of the Wild. Nach einer Prophezeiung wird die Verheerung Ganon wiedererscheinen und das Königreich Hyrule vernichten. König Rhoam und Prinzessin Zelda suchen nach Mitteln, die Verheerung aufzuhalten. Zelda will dies mithilfe von antiken Robotern, sogenannten Wächtern und Titanen, schaffen. Diese haben vor Jahrtausenden schon einmal die Verheerung besiegt. Sie ruft vier Recken als Piloten der Titanen zusammen. Als die Verheerung jedoch wiederkehrt, ergreift sie Besitz an den Wächtern und Titanen. Dabei sterben die Recken und Hyrule wird von den Wächtern vernichtet. Als Zelda und ihr Leibwächter Link von einem Wächter angegriffen werden, wacht ein kleiner, von der Verheerung nicht kontrollierter Wächter namens Terako auf. Dieser reist in die Zeit zurück, um Zelda vor ihrer Niederlage zu warnen.
Terako wird von Link und Impa, der Beraterin des Königshauses, gefunden. Diese bringen ihn zu Zelda. Er zeigt ihr Bilder aus der Zukunft, die ein zerstörtes Hyrule zeigen. Zusammen mit Link und Impa macht Zelda sich auf den Weg, die Recken zu versammeln und mehr über Terako und die Zukunft zu erfahren. König Rhoam vertraut der Forschung seiner Tochter nicht und beauftragt sie, stattdessen ihre eigenen, von der Göttin geerbten Kräfte zu erwecken und den Ritter zu finden, der das heilige Bannschwert führen kann. Unterwegs werden sie von verschiedenen Verbündeten der Verheerung angegriffen wie dem Yiga-Clan oder dem Seher Astor. Astor besitzt einen von der Verheerung kontrollierten Wächter aus der Zukunft und will verhindern, dass Zelda mithilfe von Terako die Zukunft verändert. Nachdem Link in einem verborgenen Wald das Bannschwert aus einem Stein zieht, stellt sich heraus, dass Link der gesuchte Ritter ist.
Durch Terako erfährt Zelda, dass die Verheerung an ihrem 17. Geburtstag wiederkehren wird. König Rhoam fordert, dass sie ihre Forschung aufgibt und all ihre Bemühungen in die Erweckung ihrer göttlichen Kräfte setzt. Doch selbst nach Beten an mehreren Quellen der Göttin erwachen Zeldas Kräfte nicht und an ihrem 17. Geburtstag erwacht die Verheerung und nimmt Schloss Hyrule ein. Die Verheerung nimmt von den Wächtern Besitz und greift Hyrule an. Als die Verheerung die Titanen befallen will und kurz davor ist, die Recken zu töten, ruft Terako die Nachfolger der Recken aus der Zukunft herbei. Die Nachfolger beschützen die Recken und verhindern den Befall der Titanen. Mithilfe der Titanen erobern sie Hyrule zurück. Astor bemerkt, dass die Zeitlinie, die sein Wächter ihm prophezeit, sich dadurch geändert hat. Er will die Niederlage der Verheerung verhindern und lässt seinen Wächter die Lebensenergie mehrerer Yiga absorbieren, um die Verheerung zu stärken. Die Überlebenden des Yiga-Clans schließen sich daher Zeldas Gruppe an. Bei einem Angriff verwundet Astor Link schwer. Als er Link den Todesstoß versetzen will, erwachen Zeldas Kräfte und Astor zieht sich zurück.
Nachdem Zeldas Gruppe alle Völker Hyrules vor den Angriffen der Wächter beschützen konnte, marschieren Truppen aller Völker nach Schloss Hyrule, um die Verheerung Ganon für immer zu bannen. Die Recken greifen mit den Titanen das Schloss an und schwächen so die Verheerung deutlich. In Schloss Hyrule kämpft Zeldas Gruppe gegen Astor. Er fordert die Verheerung dazu auf, Terako zu befallen. Nachdem sie den befallenen Terako besiegen, befiehlt Astor der Verheerung, ihm mehr Kraft zu geben. Stattdessen absorbiert die Verheerung Astors Lebensenergie, sodass die Verheerung ihre volle Kraft erwecken kann. Da Zelda selbst mit ihren erwachten Kräften der Verheerung nicht schaden kann, greift Terako mit seiner letzten Kraft die Verheerung an und zerstört sich selbst, um den Schild der Verheerung zu zerstören. Link schwächt mit dem Bannschwert die Verheerung, sodass Zelda sie mit ihren Kräften anschließend bannt. Nach dem Sieg über die Verheerung Ganon werden die Nachfolger der Recken in die Zukunft zurückgeschickt und König Rhoam, Zelda und die anderen konzentrieren sich auf den Wiederaufbau Hyrules.

## Ankündigung und Entwicklung
Hyrule Warriors: Zeit der Verheerung wurde am 8. September 2020 erstmals durch Eiji Aonuma, Produzent der Zelda-Reihe, und Yosuke Hayashi, Produzent von Hyrule Warriors und Fire Emblem Warriors, angekündigt. Aonuma und Hayashi erklärten dabei, dass im Vergleich zum vorherigen Hyrule-Warriors-Titel in diesem Spiel noch enger mit dem Entwicklern der Zelda-Reihe zusammengearbeitet wurde. Am 26. September 2020 wurden auf der Tokyo Game Show 2020 erstes Gameplay zum Spiel sowie weitere spielbare Charaktere gezeigt. Während einer Nintendo Direct Mini am 28. Oktober 2020 wurde eine Demoversion angekündigt, die am selben Tag veröffentlicht wurde. Die Demoversion enthält das erste Kapitel des Spiels.

## Rezeption
Hyrule Warriors: Zeit der Verheerung hat national und international durchgehend gute bis sehr gute Bewertungen erhalten.

„Fazit: »Zeit der Verheerung ist mehr als einfach nur ein neues Hyrule Warriors, mehr als nur ein Nebenprodukt, um die Fans zufriedenzustellen, bis Breath of the Wild 2 kommt. Dieses Gemeinschaftsprojekt von Nintendo und Koei Tecmo gliedert sich wunderbar ins aktuelle Breath-of-the-Wild-Universum ein und macht die Vorgeschichte des Zelda-Abenteuers von 2017 erlebbar, die ihr bisher allein aus Erzählungen kanntet. Und das, ohne dass es sich fremd anfühlen würde. Der Stil ist auf den Punkt genau getroffen und es macht Spaß, sich gottgleich durch gewaltige Gegnerhorden zu schnetzeln.«“

„Fazit: »Hyrule Warriors: Zeit der Verheerung hat mich ehrlich überrascht. Ich hätte nicht gedacht, dass ich nach all den Jahren und unzähligen Spin-off-Titeln noch einmal so viel Spaß mit einem Warriors-Spiel haben könnte. Doch das ist es, eine spaßige Angelegenheit von Anfang an und bis zum Ende. Es ist eine unterhaltsame Reise, die fordert, mitreißt und unser Innerstes aufwühlt..«“

„Fazit: »Mit Hyrule Warriors: Zeit der Verheerung präsentieren Nintendo und Koei Tecmo einen rundum gelungenen Warriors-Ableger im Zelda-Universum. Mit seiner tollen Inszenierung, der detailgetreuen Neuinterpretation bekannter Spielelemente und dem stimmigen Soundtrack ist der Titel ein Muss für Fans von The Legend of Zelda: Breath of the Wild. Die riesigen Schlachten des Warriors-Gameplays eignen sich wunderbar, um Hyrules Kampf gegen die Verheerung Ganon in Szene zu setzen.«“

## Verkaufszahlen
Am 24. November 2020, vier Tage nach der Veröffentlichung, verkündete Koei Tecmo, dass sich Hyrule Warriors: Zeit der Verheerung weltweit über 3 Millionen Mal verkauft habe. Somit sei es zum meistverkauften Spiel der Dynasty-Warriors-Spielereihe sowie deren Ablegern geworden.